# Clavigesta purdeyi
Clavigesta purdeyi är en fjärilsart som beskrevs av John Hartley Durrant 1911. Clavigesta purdeyi ingår i släktet Clavigesta och familjen vecklare. Inga underarter finns listade i Catalogue of Life.